# 黒木文貴
黒木 文貴（くろき ふみたか、1991年6月3日 - ）は、日本の俳優である。鳥取県出身。2020年9月1日「黒貴」から「黒木文貴」に改名。愛称は黒貴（くろたか）。

## 略歴
大学卒業後に上京し舞台・テレビドラマ・CMなどに出演、モデルとしても活動。
約4年間を「黒貴」として活動していたが、2020年9月1日より黒木文貴へ改名。
As aroundに所属いていたが2020年に事務所閉鎖。2021年1月より和奏AGENCY（わかなエージェンシー）に所属。2024年12月末日をもって和奏AGENCYを円満退社し、2025年2月14日OFFICIAL SITE開設。フリーランスで数々の舞台、映像に出演し活動中。
2020年4月19日 - 2020年12月31日「Kurotaka Co., Ltd.」公式ファンコミュニティ開設。2021年1月1日 - 2024年12月31日「9/6/3」公式ファンクラブ開設。2025年3月14日オフィシャルファンクラブ「.Symmetry.」開設。

## 人物
- 好きな色はブラック。
- 趣味はバトルロワイヤルゲーム（主にFPS、TPS）、街ぶら、お笑い鑑賞、モノマネ。特技は殺陣（刀・槍）、ダンス、腹話術、声真似、ポールダンス、ハンドボール
- 普通自動車免許、普通自動二輪車免許の資格を取得している。
- 好物はこし餡、天ぷら、お寿司のえんがわ[3]。
- 座右の銘は温故知新[4]。
- ついやってしまうことは台本を読みながら睫毛をぬいてしまうこと[5]。
- 自作の詩はクロタ歌詞（くろたかし）[6]。時代劇で髷の時はポニ貴（ぽにたか）。兄のことは兄貴（あにたか）。2020年4月19日から2020年12月31日までのファンコミュニティ内では「社長」や黒貴と社長の略で「しゃちょ貴」と呼ばれていた。

## 出演

### TV
- ミス・パイロット 第一話、第二話（2013年10月15日 - 12月24日、フジテレビ系火曜9時枠） - 候補生 役
- 爆報！THEフライデー（2013年12月27日、TBS） Re-VTR - 浜田光夫 役
- 世界一受けたい授業 Re-VTR - 詐欺師 役
- アブナイ夜会 Re-VTR - 松坂桃李 役
- 失恋ショコラティエ（2014年1月13日 - 、フジテレビ系月曜日9時枠）
- 気まずい2人がひさしぶりにあってみました（2015年5月15日、フジテレビ系金曜プレミアム） Re-VTR - 武田修宏 役
- ヤメゴク〜ヤクザやめさせて頂きます〜」- ヤクザ 役
- 解決！ナイナイアンサー Re-VTR - 武田修宏 役
- えにしの記憶 シーズン3（2016年10月8日 - 2017年3月25日、TOKYO MX） - 黒沢貴矢 役
- えにしの記憶 シーズン4（2017年10月7日 - 2018年3月24日、TOKYO MX） - 黒沢貴矢 役
- おはスタ 爆釣バーハンター（2018年） PR‐タカ 役
- ギリシャ神話劇場 神々と人々の日々（TOKYO MX 2020年4月7日※6日深夜 - BS11 2020年4月10日※9日深夜 にて全12話） - ヘルメス 役

### 映画
- アイドル7×7監督 vol.2 傷少女「深夜駆け込み」（2014年9月公開） - 助演 マモル 役
- S‐最後の警官‐ 奪還 RECOVERY OF OUR FUTURE（2015年8月29日公開） - テロリスト 役
- 現代怪奇百物語 伍之章 『鎮魂歌 〜たましずめのうた〜』[7] - 白坂滉一 役
  - 2023年6月4日、渋谷ユーロライブ
  - 2024年7月12日 - 7月18日、ロードショー、池袋HUMAXシネマズ（7月12日、7月13日舞台挨拶）
  - 2024年8月5日 - 8月11日、愛知大須シネマ
  - 2024年8月16日 - 8月22日、アップリンク京都（8月17日、18日舞台挨拶）
  - 2024年8月16日 - 8月22日、扇町キネマ（8月17日、18日舞台挨拶）
  - 2024年11月24日、横浜 シネマノヴェチェント

### 舞台

#### 2014年 - 2016年
- TABOO（2014年8月14日 - 17日、Rose/Lily各4公演全8公演、シアターグリーンBIG TREE THEATER） - TEAM_Lily 鞍馬 役
- 壊れかけの恋唄「壊れかけの恋唄」（2015年7月15日 - 20日、全11公演、新宿村LIVE） - 和谷拓也 役
- 稔（2015年11月7日 - 12日、全9公演、ザムザ阿佐ヶ谷） - 森田稔 役
- ドドスカドン（2016年3月24日 - 30日、全20公演、サンモールスタジオ） - Bキャスト 準主演 栗原君明 役
- OF THE DEAD（2016年6月24日 - 27日、全6公演、ザムザ阿佐ヶ谷） - 準主演 風間一哉 役
- 隼文学 絡マリ 第二刷（2016年7月11日 - 13日、全4公演、THEATER BRATS） - 主演 哲生 役[8]
- 流れる雲よ〜未来より特攻隊へ愛を込めて〜 [9]（2016年8月10日 - 14日、六行会ホール） - TEAM翔龍 - 稗田一郎 役
- 美しく群れる夜（2016年12月24日 - 27日、全4公演、THEATER BRATS） - 主演 ナツオ 役 [10]

#### 2017年 - 2019年
- 流れる雲よ 2人芝居 スピンオフ 光太郎と正人の物語 〜さよならの軌跡〜[11]（2017年1月28日 - 29日、Duo STAGE BBs） - Bチーム 中原正人 役
- ペンション桂木 [12]（2017年3月8日 - 19日、全16公演、中野ザ・ポケット） - 準主演 新田純也 役
- ちはやぶる神の国〜異聞・本能寺の変〜[13]（2017年4月19日 - 23日、安土/桃山、各5公演全10公演、新宿村LIVE） - 安土 万見仙千代 役
- good and evil（2017年6月14日 - 18日、六行会ホール） - イーサン 役
- 流れる雲よ〜未来より愛を込めて〜 [14] - TEAM翔龍 準主演 - 中原正人 役/TEAM大和 - 稗田一郎 役
  - 東京公演/2017年8月16日 - 20日、六行会ホール
  - 名古屋公演/8月22日 - 23日、名古屋TOLAND
  - 大阪公演/8月25日 - 27日、朝日生命ホール
  - 山形公演/9月1日、山形南陽市民文化会館
- 鬼斬ZERO （2017年11月22日 - 26日、新宿御苑前・シアターサンモール）[15][16]（2017年11月22日 - 27日、シアターサンモール） - バサラ 役
- マーカライトブルー Blessed [17]（2018年4月18日 - 22日、CBGKシブゲキ!!） - ボーテ 役
- 信長の野望・大志 -春の陣- 天下布武 〜金泥の首編〜（2018年5月17日 - 27日、CBGKシブゲキ!!） - 竹中半兵衛 役
- アルペンループ（2018年7月11日 - 16日、下北沢 ・小劇場B1） - 主演 武島 役[18] 「アルペンループ――ようこそ地獄へ、どうぞ苦しんで！」
- スターダスト・インフェルノ -Destroy the earth-（2018年8月8日 - 12日、萬劇場） - 主演 レニー 役
- リミット・オブ・タイムラグ（2018年10月5日 - 14日、CBGKシブゲキ!!） - 戸田裕司 役[19] [20]

- 信長の野望・大志 -冬の陣- 王道執行 〜騎虎の白塩編〜（2018年11月8日 - 12日、シアター1010） - 竹中半兵衛 役
- アイ★チュウ ザ・ステージ 〜Rose Écarlate〜[21] - 三千院鷹通 役
  - 東京公演/2019年4月21日 - 29日※4月24日休演日、全11公演、シアター1010
  - 大阪公演/2019年5月10日 - 12日、全4公演、サンケイホールブリーゼ
- 関ヶ原で一人 [22]（2019年7月4日 - 15日、シアターグリーン BIG TREE THEATER） - 細川忠興 役
- LIVE！！！アイ★チュウ ザ・ステージ（2019年7月27日、13:30/18:30、調布市グリーンホール大ホール） - 三千院鷹通 役
- LAST SMILE -ラストスマイル-（2019年8月23日 - 9月1日、全16公演、シアターグリーン BIG TREE THEATER） - 主演 西船橋鉄道・ モンロン 2役 [23]
- アイ★チュウ ザ・ステージ 〜Rose Écarlate deux〜[24]（2019年10月10日 - 15日、全9公演 ※台風19号により12日の2公演と13日のマチネが公演中止になり6公演となる シアター1010） - 三千院鷹通 役
- 信長の野望・大志 -零- 桶狭間前夜〜兄弟相克編〜 [25]- 林通具 役
  - 東京公演/2019年11月14日 - 20日、かめありリリオホール
  - 名古屋公演/11月23日、名古屋日本特殊陶業市民会館
- 佐山家シンフォニア（2019年12月12日 - 15日、全7公演、六行会ホール） - 佐山圭 役

#### 2020年 - 2022年
- ヨルハVer1.3aa（2020年3月12日 - 、渋谷区文化総合センター大和田 4階 さくらホール※新型コロナウイルス拡大により舞台は中止 /2020年3月29日、ニコニコ生放送で配信に変更アフタートーク付き） - ジャッカス 役
- イケメンヴァンパイア◆偉人たちと恋の誘惑 THE STAGE 〜Episode.1〜 [26]（2020年4月9日 - 、渋谷区文化総合センター大和田 4階 さくらホール /2020年4月17日、COOL JAPAN PARK OSAKA TTホール ※新型コロナウイルス拡大により延期） - ヨハン・ゲオルク・ファウスト 役
- ギリシャ神話劇場 神々と人々の日々（2020年5月16 - 渋谷区文化総合センター大和田 さくらホール ※新型コロナウイルス拡大により中止） - ヘルメス 役
- 信長の野望・大志 最終章〜 群雄割拠 関ヶ原[27]2020年6月4日 - 、シアター1010） - 林通具 役 ※新型コロナウイルス拡大及び緊急事態宣言延長により中止
- クレプトキング 月をみていたかった兎（2020年7月3日 - 12日、吉祥寺シアター）※新型コロナウイルス拡大及び緊急事態宣言により延期
- イリクラ〜IridescentClouds〜2020（2020年9月2日 - 6日、シアターグリーンBIG TREE THEATER） - 主演 ※新型コロナウイルスにより2021年9月に延期
- アイ★チュウ ザ・ステージ〜Apre`s la pluie〜[28] - 三千院鷹通 役
  - 2020年10月16日 - 18日、全5公演、シアター1010
  - 2020年10月21日 - 25日､全7公演、東京建物BrilliaHALL
- サクラニオドレ（2021年1月6 日 - 10日、渋谷伝承ホール） - W主演 工藤欣介 役[29]
- 舞台「爆剣｣ 〜幕府御前試合〜[30]（2021年3月24日 - 31日、全11公演、CBGKシブゲキ!!） - 主演 小野善鬼 役
- イケメンヴァンパイア◆偉人たちと恋の誘惑 THE STAGE 〜episode 1〜[31]（2021年4月23日 - 29日 ※緊急事態宣言により28日、29日は無観客配信に変更 シアター1010） - ヨハン・ゲオルク・ファウスト 役
- 遠慮ガチナ殺人鬼 [32]（2021年6月9日 - 14日、全8公演、シアターグリーン BIG TREE THEATER）  - 篠崎響一 役
- 信長の野望・大志〜最終章〜 群雄割拠 関ヶ原（2021年7月23日 - 29日 ※26日 - 29日はコロナにより中止 かめありリリオホール） - 林通具 役
- THReeR'S（2021年8月25日 - 31日、シアター1010 ※新型コロナウイルス感染拡大につき中止） - 張飛 役
- ＵＺＲ第五回本公演 ｢この夏から1番遠い群青（あお）を探して｣ [33]（2021年9月5日、13:00/18:00、中野momo） - かたしろ様 役 日替わりゲスト出演
- 一瞬の風になれ - 高梨正己 役
  - 東京公演/2021年10月20日 - 25日、全9公演、かめありリリオホール
  - 相模原公演/2021年11月1日 - 2日、全2公演、杜のホールはしもと
- オサエロ -（2021年12月22日 - 26日、全8公演、中野テアトルBONBON） - Ｗ主演 中原修 役
- 爆剣〜東京転⽣死合〜[34]（2022年2⽉23⽇ - 27日 ※25日 - 27日は新型コロナウイルスの影響により中止、六⾏会ホール） - 主演 オノ 役
- 耳があるなら蒼に聞け〜龍馬と十四人の志士〜（2022年3月20日 13:00/18:00 CBGKシブゲキ!!） - ゲスト出演
- 世界は僕のCUBEで造られる・2022（2022年3月31日 - 4月10日、全16公演、あうるすぽっと） - 角田 役
- アイ★チュウ ザ・ステージ 〜Le musée tricolore〜[35]（2022年5月19日 - 23日、全8公演、シアター1010） - 三千院鷹通 役
- The Great Gatsby In Tokyo The Great Gatsby In Tokyo（2022年6月17日 - 21日、Classic Ver/Modern Ver、各5公演全10公演三越劇場） - Classic version ニック・キャラウェイ 役
- イリクラ〜IridescentClouds〜2022（2022年7月14日 - 19日、CBGKシブゲキ!! ※新型コロナウイルスの影響により中止） - 主演 レッド 役 [舞台は中止になったが、16日 - 18日の全6回、CBGKシブゲキにて舞台セットが見学可能に※キャストは不参加]
- バブルメイカー〜夏の自由研究〜（2022年7月27日 - 8月1日、四谷3丁目ドリームシアター）27日、29日、31日に出演
- クラド（2022年9月28日 - 10月2日、全9公演、六行会ホール） - 八戸掛キュウセン 役
- eeo Stage action MNOP #2『悪を以って愛と成す』（2022年10月26日 - 30日、全7公演、CBGKシブゲキ!!） - 純 役
- 夜鳥 翔べ〜夜を生きる〜歌舞伎町ホスト 手塚マキ物語（2022年11月17日 - 27日、全16公演、新宿シアターモリエール） - 主演 手塚マキ 役

#### 2023年 -
- ありふれたスポットライトの光を束ねて（2023年1月6日 - 9日※新型コロナウイルスの影響により中止、渋谷区文化総合センター大和田 伝承ホール） - 主演 遠野泰輝 役
- Live!!!!アイ★チュウ ザ・ステージ〜Éclat des fleurs〜 [36]（2023年2月19日、新宿文化センター 大ホール） - 三千院鷹通 役
- 爆剣〜東京転⽣死合・再戦〜[37]（2023年3⽉1⽇ - 5日、全8公演、六行会ホール） - 主演 オノ 役
- 不咲息子〜さかずきっず〜（2023年3月22日 - 26日、全9公演 ※3月24日 14:00公演後 アフタートーク コフレリオ新宿シアター） - 鹿島大和 役
- 年金未納者ミャーキ[38]（2023年4月19日 - 23日、全8公演 あうるすぽっと） - 永光園長 役
- T-gene stage ｢MOMOTARO｣ [39]（2023年5月24日 - 28日、全9公演 ※5月25日 昼公演後アフタートーク、六行会ホール） - W主演 桃太郎 役
- イリクラ〜IridescentClouds〜2023（2023年7月13日 - 16日、F・N全6公演、六行会ホール） - 主演 レッド 役
- T-gene stage『消された声』 [40]（2023年10月4日、18時日替わりゲスト出演、すみだパークシアター倉） - 白石イツキ 役
- CINEMATIC STAGE『危いことなら銭になる』
  - 東京公演/2023年10月7日 - 15日、全11公演、ニッショーホール
  - 京都公演/2023年10月21日 - 22日、全4公演、京都劇場）[41] - 斉藤秀 役
- OVER SMILE 2024（2024年3月1日 - 10日、全13公演、あうるすぽっと） - ソロリスランス 役[42]
- ARWINプロデュース『FAMILY TREE FUNK !!!』（2024年5月8日 - 12日、全9公演、※10日14:00回/アフタートーク、浅草九劇） - 主演 タケル 役
- ジャック・モーメント（2024年6月5日 - 9日、全8公演、六行会ホール）ウォルター・カイル 役[43]
- 劇団TEAM-ODAC第43回本公演『ダルマ』（2024年7月3日 - 7日、全7公演、こくみん共済coopホール/スペース・ゼロ）[44] - 平次 役
- 修羅王丸外伝『闇闘演舞伝』- 室月駿平、三佐 2役
  - 東京公演/2024年8月7月 - 12日、全10公演、劇場MOMO
  - 福岡公演/2024年9月6日 - 8日、全5公演、ベイサイドライブホール[45]
- OOOOPEN!!!（2024年10月16日 - 10月20日、全8公演、中野ザ･ポケット） - 黒玉（ぬばたま）力也 役
- T-gene stage『Episode 犬紀村 〜MOMOTARO〜』（2024年10月25日、六行会ホール） - 桃太郎 役 日替わりゲスト出演[46][47]
- Be colorful（2024年11月2日19:00 Accent、11月3日19:00 Blur、11月4日13:00 Accent/18:00 Blur、11月5日19:00 Accent、11月6日14:00 Blur/19:00 Accent、11月7日19:00 Blur、11月8日19:00 Accent、11月9日13:00 Accent/18:00 Blur、11月10日13:00 Blur/18:00 Accent、11月11日15:00 Blur、全14公演、上野ストアハウス） - W主演 氷川ワタル 役
- ボクジェネpresents 『シバイノツクリカタ』（2024年12月5日、13:00 / 18:00、TACCS1179） - コロラド・幸太朗 役 日替わりゲスト出演
- 爆剣 〜帝国幻想兵団〜（2024年12月19日 - 123日、全9公演、CBGKシブゲキ!!） - 小野善鬼 役[48]
- BOKUGENE presents 舞台『THREE’S 2025』（2025年1月29日 - 2月3日、全10公演、かめありリリオホール） - 張飛 役
- 舞台「アイ★チュウ」2ndファンミーティング（2025年3月20日、14:30/18:00、一ツ橋ホール） - 三千院鷹通 役
- 舞台「断罪された悪役令嬢は、逆行して完璧な悪女を目指す」[49] [50]（2025年3月26日 - 30日、全8公演、CBGKシブゲキ!!） - シルヴェスター・ハーランド 役
- 劇団TEAM-ODAC第46回本公演『猫と犬と約束の燈〜最終章〜』（2025年5月14日 - 18日、全7回公演、新国立劇場 小劇場） - 山垣龍弥 役
- 舞台『初恋雨』〜恋々と募る思い〜（2025年6月4日 - 8日、全9公演、劇場MOMO） - 奥墨拓海 役
- T-gene stage 『FAltersonga』（2025年6月19日、13:00※アフタートークあり/18:00、築地本願寺ブティストホール） ワーシャ・ティジェネスキー 役 日替わりゲスト出演
- 舞台『THE VILLAINS 〜ダークフェルの悪夢〜』（2025年7月9日 - 13日、全9公演 ※7月12日アフタートークあり、六行会ホール） - エルキュール ポワロ 役[51]
- 舞台「アイ★チュウ ファイナルシーズンVol.2〜Persona / Bal masque〜」（2025年8月20日 - 24日〈予定〉、ところざわサクラタウン） - 三千院鷹通 役[52]
- 歌劇「千本桜〜令和間引刻〜」（2025年10月30日 - 11月3日、こくみん共済 coop ホール／スペース・ゼロ） - ジョーカー 役[53]

### イベント

#### 2016年 - 2018年
- 第21回 沖直実の いい男祭り 秋の陣 ネクストブレイク出演（2016年10月1日、第一部 ［直実の部屋風］、第二部 ［イケメン恋のから騒ぎ風］、MUSE HALL ミューズ音楽院 本館一階）ゲスト出演
- 東京ゲームショウ2016 ボルテージブース（2016年9月15日 - 18日、幕張メッセ） - 織田信長 役
- -バレンタイン特別企画-田邊俊喜presents『胸キュン選手権〜最強の男は誰だ!壮絶胸キュンバトル!!キュンメンNo.1決定戦〜』（2017年2月11日 13:00/16:00/19:00 2月12日 13:00/16:00/19:00 Tom＆CollinStudio cafe）
- 東京ゲームショウ2017 ボルテージブース（ビジネスデイ、2017年9月21日 - 22日/ 一般、9月23日 - 24日、幕張メッセ） - 織田信長 役 / 天下統一 恋の乱アプリ MC 2年連続ファン投票1位取得
- 東京モーターショー2017 Kawasakiブース（2017年10月、東京ビッグサイト） メインMC
- 次世代ワールドホビーフェア'18 Summer BANDAIブース（2018年6月23日 - 24日、幕張メッセ） MC
- 天下統一恋の乱 Love Ballad 〜華の章〜『夏恋し、天下の宴〜お料理献上で届ける想い〜』（2018年8月26日 12:00/17:00/9月2日 12:00/17:00（The Stay Gold GINZA） - 織田信長 役
- アイ★チュウ ザ・ステージ 1st Fan Meeting（2018年12月29日 14:30/18:00 東京都 AiiA 2.5 Theater Tokyo） - 三千院鷹通 役

#### 2019年 - 2021年
- 次世代ワールドホビーフェア'19 Winter 爆釣バーハンターブース MC
  - 1月19日、20日、ナゴヤドーム
  - 1月26日、27日、幕張メッセ
  - 2月17日、京セラドーム大阪
- 天下統一恋の乱 Love Ballad 〜華の章〜『つゆ濡れし、天下の宴〜隠された信長様のもくろみ〜』- 織田信長 役
  - 東京公演、2019年6月1日 12:30/17:30、6月2日 12:30/17:30 The Stay Gold GINZA
  - 京都公演、2019年6月9日、京都タワーホテル・9階宴会場
- 次世代ワールドホビーフェア'19 Summer（2019年6月29日 - 30日、幕張メッセ国際展示場） 爆釣バーハンターブース MC
- Live!!!アイ★チュウ ザ・ステージ〜Planète et Fleurs〜（2019年7月27日 13:00/18:30 調布市グリーンホール大ホール） - 三千院鷹通 役
- 吉岡佑のオールナイトイベント 〜終電ないから夜更かし〜（2019年11月9日 開演00:15〜終演03:15、高田馬場音部屋スクエア） ゲスト出演
- 役者100人の秘密展（渋谷ギャラリールデコ 3F・B1）
  - 2019年12月24日 - 29日、作品展示
  - 12月25日、20:30トークショーゲスト出演
- 次世代ワールドホビーフェア'20 Winter 爆釣バーハンターブース MC
  - 2020年1月19日、ナゴヤドーム
  - 2020年月25日、26日、幕張メッセ
  - 2020年2月2日、福岡ヤフオクドーム
  - 2020年2月9日、京セラドーム大阪
- LAST SMILE -ラストスマイル- DVD Blu-ray発売記念イベント『飲めや歌えやラストスマイル』（2020年2月16日 13:30/ 19:30 阿佐ヶ谷Loft A） ゲスト出演
- 吉岡佑のゆうイベ バレンタインイベント（2020年2月23日 2部17:00 新宿パセラ本店６階グレースバリ）ゲスト出演
- 吉岡佑 35th バースデーイベント（2020年7月25日 12:30/17:00、R's アートコート）ゲスト出演
- 吉岡佑 ゆうイベvol.2（2020年11月7日 17:00 グレースバリ上野公園前店上野） ゲスト出演
- session vol.13（2020年12月20日 12:00/15:30/19:00、アトリエファンファーレ高円寺）ゲスト出演
- 図ったん×ひょったん Vol.2（2021年1月30日 12:00/15:30/19:00、四谷三丁目ドリームシアター） ゲスト出演
- ENG作品上映会プラストークショー 第一段 『ラストスマイル（宙チーム）』（2021年6月19日 13:30、富士ソフトアキバプラザ内、アキバシアター）ゲスト出演
- ゆうイベvol.5（2021年6月20日 13:00/17:00 高田馬場音楽部屋スクエア）ゲスト出演
- 黒木文貴「9/6/3」ファンクラブ設立記念イベント（2021年7月3日 13:00/18:00、高円寺 スタジオK 初ソロイベント）
- 村松洸希Birthdayイベント（2021年8月7日 1部13:00、田町センタービルピアタ3F） ゲスト出演 ※8月1日、所属事務所より『黒木文貴が新型コロナウイルスに感染していることが判明いたしましたので、本イベントを辞退させていただくことになりました。また本日イベントの中止が決定いたしました。』との発表。
- HELLO HELLOWEEN アリオ・グランツリー・プライムツリー（2021年10月31日、アリオ北砂） MC
  - 12:00 第1部 ハロウィンダンス＆仮装コンテスト
  - 16:00 第2部 HELLO HALLOWEEN リモート＋リアルLIVE
- session vol.19（2021年11月7日 12:00/15:30/19:00、MUSEモード音楽学院本館）ゲスト出演
- こうゆう人（2021年11月27日 2部 17:00 Alice aqua garden品川）ゲスト出演
- はじまりの、役者100人展（2021年12月21 - 12月29日、ギャラリールデコ） 作品展示
- 図ったん×ひょったん忘年会（2021年12月27日 2部 15:00、本所地域プラザビックシック）ゲスト出演

#### 2022年 - 2024年
- リアルでもライブ配信でも運試し！ 新春来福祭 WoW BINGO（2022年1月2日、アリオ葛西） MC
- Another one vol.1（2022年1月15日 12:00/ 15:00/ 18:00、 音部屋スタジオ高田馬場）ゲスト出演
- 黒木文貴 2022年カレンダーリリース記念トークイベント（2022年1月16日 15:00、 TIME SHARING 秋葉原奥山ビル）
- 黒木文貴 カレンダー特典会（2022年1月16日 17:00、 TIME SHARING 秋葉原奥山ビル）
- 世界は僕のCUBEで造られる・2022展（2022年5月21日 - 29日、AWAJI Cafe&Gallery） 展示
- 黒木文貴 31st Birthday Event（2022年6月5日 12:30/17:30、 SUBIR AKASAKA TOKYO）
- T-gene学園「おしえて、図師先生」〜日直:田中彪〜vol.1（2022年6月12日 11:00/14:30/ 18:00、 新宿区立角筈区民ホール） ゲスト出演
- Another one vol.4（2022年7月30日 12:00/ 15:00/ 18:00、 音部屋スタジオ高田馬場）ゲスト出演
- 新感覚恋愛×マーダーミステリー劇『Love Letter For You』（2022年9月3日 19:00、 EX THEATER ROPPONGI）  - 伊藤隆 役
- 男塾2 第2回 課外授業（2022年12月10日 第3講座 13:00/第4講座 18:00、 高円寺Studio K（2F）） 転入生（ゲスト出演）
- 黒木文貴 2023年カレンダー トークイベント（2022年12月18日 14:00、 スタヂオワイズ）
- 黒木文貴 2023年カレンダー 特典会（2022年12月18日 17:00、 スタヂオワイズ）
- 和奏AGENCY × 五十嵐家【1部】[54]（2022年12月24日 11:30、KFC Hall 2nd KFC Hall ＆ Rooms）ゲスト出演
- 黒木文貴 オフィシャルファンクラブ９／６／３イベント vol.2「黒木文貴 バレンタインイベント2023」（2023年2月11日 13:00/18:00、 高円寺Studio K（2F））
- 待ってました『なかいちゃん』イベント（2023年4月1日 18:00、 北池袋 新生館シアター）ゲスト出演
- wakku-luck 第2回「映画撮影の裏側について聞く」（2023年4月29日 12:30/17:30、 中野坂上ハーモニーホール）MC
- Another one vol.10（2022年7月30日 12:30/15:00/18:30、 音部屋スタジオ高田馬場）ゲスト出演
- ラミプロ・レディオ★公開録音＆スペシャルトーク！（2023年5月6日 13:00、 エムズ・カンティーナ） ゲスト出演
- MOMOTARO 前夜祭イベント！（2023年5月13日、14日 11:30/15:00/18:00、 R’sアートコート・労音大久保会館） ゲスト出演
- 黒木文貴 32nd Birthday Event（2023年6月3日 12:30/17:30、 EDITION）
- 映画「現代怪奇百物語 伍之章 鎮魂歌 〜たましずめのうた〜」プレミアム上映会（2023年6月4日 18:30、 渋谷ユーロライブ）ゲスト出演
- MOMOTARO 後夜祭（2023年6月18日 12:00/15:30/19:00、 MUSEモード音楽学院本館） ゲスト出演
- 図ったん×ひょったん Birthday Event 2023（2023年6月25日 1部（浴衣） 12:00 MUSEモード音楽学院本館）ゲスト出演
- 映画「現代怪奇百物語 伍之章 鎮魂歌 〜たましずめのうた〜」プレミアム上映会（2023年7月1日 18:30、 渋谷ユーロライブ）ゲスト出演
- wakku-luck 第4回「心を感じる空間演出｣（2023年7月22日 12:30/17:30、KFCHall&Rooms[Room115]） ゲスト出演
- ふくろうFM「ステラ☆ExciteTIME！『Golden Time』ゲスト出演 ※ 公開収録 放送日2023年10月24日 24:00 - 24:30（2023年8月14日 19:00収録開始 /アフタートーク20:00開始、平賀スクエア）
- あがたさんち〜夏祭り2023〜（2023年8月27日 2部17:00、R’s ART COURT） ゲスト出演
- 黒木文貴 Fumitaka Kuroki 10th Anniversary Event "Fumily Day"（2023年11月4日 13:00/18:00、ever（表参道））
- ボクジェネ vol.1（2023年12月3日 12:00/15:30/19:00、 MUSEモード音楽学院本館） ゲスト出演
- 谷佳樹10th Anniversaryevent（2023年12月23日 2部15:00、 恵比寿ザ·ガーデンルーム） ゲスト出演
- ウチクリ准教授の演劇研究室 ｢プロダクション俳優論｣ [55]（2023年12月23日 3時間目20:30、レインボー赤羽スタジオ） ゲスト出演
- WELCOME to Xmas 2023（2023年12月24日 14:00/18:00、恵比寿ガーデンプレイスタワー13F） ゲストMC
- "これまでの"役者100人展（2023年12月19日 - 26日、渋谷ギャラリールデコ） 作品展示
- Fumitaka Kuroki Fumily’s New Year Party 2024（2024年1月28日 1部12:00/2部16:30、BAIA）
- ARwINプロデュース『舞台制作発表記者会見』（2024年2月4日 15:00、WALLOP STUDIO） ゲスト出演
- 「れじ王 vol.1｣ 第3部（2024年2月11日 19:00、音部屋スクエア） ゲスト出演
- 「ボクジェネvol.2」（2024年2月18日 18:00、全電通労働会館 多目的ホール） ゲスト出演

- ボクジェネ vol.3（2024年3月17日 12:00/15:30/19:00、 MUSEモード音楽学院本館） ゲスト出演
- 黒木文貴 CALENDAR 2024.04-2025.03イベント
  - お渡し会 2024年3月23日 13:00 - 15:30 恵比寿ガーデンプレイスタワー13F
  - 黒木文貴 CALENDAR 2024.04-2025.03発売記念トークイベント 2024年3月23日 17:30、恵比寿ガーデンプレイスタワー13F
- WELCOME to Entrance（2024年3月31日 1部:14:00/2部:18:00、恵比寿ガーデンプレイスタワー13F） ゲストMC
- wakku-luck 第6回「Voiceの持つ可能性」（2024年4月6日 1部:12:30/2部:17:30、R’sアートコート・労音大久保会館） ゲスト出演
- ARWINプロデュース『FAMILY TREE FUNK!!!』

緊急直前イベント（2024年4月26日 1部15:30/2部19:00、MUSE haLL） ゲスト出演
- ARWINプロデュース『FAMILY TREE FUNK!!!』

振り返りイベント（2024年6月3日 19:00、ブルースクエア四谷） ゲスト出演
- 黒木文貴 33rd Birthday Event（2024年6月23日 1部 12:30/2部 17:30、ACE.LOUNGE.四谷 1st）
- ゆうイベ〜サンキュー祭〜 39th birthday event（2024年7月28日 1部11:30、大岡山劇場） ゲスト出演
- ダルマ2024 アフターイベント（2024年8月24日 12:00/16:00、SoyLatteSTUDIO MIKKE） ゲスト出演
- T-gene Fes vol.7（2024年9月21日 13:00/18:00、アトリエファンファーレ東新宿） ゲスト出演
- 修羅王丸外伝「闇闘演舞伝」Blu-ray発売記念イベント（2024年12月29日 12:30/17:30、MUSEホール） ゲスト出演
- 『図ったん×ひょったん 大忘年会！』（2024年12月30日 2部15:30/3部19:00、ブルースクエア四谷） ゲスト出演

#### 2025年 -
- 縣豪紀 33rd Birthday Event（2025年1月18日 第2部15:30、DDD青山クロスシアター） ゲスト出演
- 第6回シアターゲームリーグ（2025年2月8日 1部13時/2部18時、浅草 雷5656会館） ゲスト出演
- ゆうイベvol.26〜バレイベ〜（2025年2月15日 1部11:30/2部15:30、πTOKIO） ゲスト出演
- 門野翔バースデーイベントBirth of SHOWTIME 35th〜祝10年目〜（2025年2月23日 2部18:00、ルート・シアター）ゲスト出演
- W生誕「笠原組、斉藤組 合同祝賀会｣（2025年3月1日 2部18:00、Route Theater） ゲスト出演
- 小菅怜衣プロデュース公演第二弾 記者会見イベント（2025年3月9日 18:00、TIME SHARING四谷 9B） ゲスト出演
- School STAGE vol.3 〜勇気と書いてカエルさわること？〜（2025年4月6日 13:30/18:00、ブルースクエア四谷） ゲスト出演
- 舞台「OOOOPEN!!!｣【上映会イベント】（2025年4月27日 18:00、溝ノ口劇場） ゲスト出演
- 《GOLDEN READING THEATER》（2025年5月3日 14:00/18:00、ブルースクエア四谷） ゲスト出演
- Ren's Space『〜ZER0̸〜』（2025年5月10日 12:00/15:30/19:00、R'sアートコート） ゲスト出演
- 『アクティベート&アクトーク』（2025年5月24日 13:00/18:00、ウッディシアター中目黒） ゲスト出演
- 黒木文貴 34th Birthday & カレンダー発売記念イベント（2025年6月1日 13:00/18:00、LAMP御茶ノ水店）
- 【舞台『初恋雨』〜恋々と、募る思い〜】〜Afterイベント〜（2025年6月14日 2部18:00、アトリエファンファーレ高円寺） ゲスト出演
- ウチクリ准教授の演劇研究室〜夏期特別招待講習〜 ブライダル論（2025年7月21日 18:00、レインボー赤羽スタジオ） ゲスト出演

### 配信番組·web映像
- あれんちゅたいむ #1（2019年4月）ゲスト出演
- 企画演劇集団ボクラ団義 ボクラ〇〇TV vol.70〜72（2019年6月、YouTube）ゲスト出演
- 企画演劇集団ボクラ団義 ボクラ〇〇TV vol.85〜87（2019年11月、YouTube）ゲスト出演
- ギリシャ神話劇場 神々と人々の日々 第1話 - 第12話（2020年4月、Amazonプライム・ビデオ、GYAO!ストアほか）
- ドラマ「ギリシャ神話劇場 神々と人々の日々」最終話直前 緊急配信座談会（2020年6月19日、Zoom）
- はなしばい 『世界ノ終ワリノ始マリノ』（2020年6月28日、YouTube） 第三話「始マリ」 - 鹿目悠人 役[56]
- はなしばい 「世界ノ終ワリノ始マリノ」 SPトーク（2020年6月30日、YouTube）
- アイ★チュウ ザ・ステージ〜Apr`es la pluie〜「稽古場配信」Lancelot（2020年9月11日 YouTube）
- 舞台「初演『爆剣』〜幕府御前試合〜」 - 主演 小野善鬼 役 2021年3月28日 - 、 ニコニコ生放送
- イケメンヴァンパイア ファウスト本編配信記念 イケヴァン生ラジオ 「誘惑のブラッドパーティ」2021年4月9日 SHOWROOM配信
- ふみりーるーむ「フミトーーク vol.1 」2021年5月8日 SHOWROOM配信
- ふみりーるーむ 「フミトーーク vol.2 BDスペシャル」 2021年6月3日 SHOWROOM配信
- ラストスマイル上映会プラストークショー 2021年6月19日 ツイキャス配信
- しゅうへいちゃんといっしょ！第5夜 1部 ゲスト出演 2021年8月29日 teket配信
- ふみりーるーむ「フミトーーク vol.3 」2021年11月4日 SHOWROOM配信
- ふみりーるーむ「お年玉抽選会」2022年1月17日 SHOWROOM配信
- 松本稽古の振リー素材 「ドライフラワー」2022年1月28日 21時 YouTube配信
- 舞台「初演『爆剣』〜幕府御前試合〜」（再放送） - 主演 小野善鬼 役 2022年2月22日 19時 ニコニコ生放送
- ふみりーるーむ 2022年5月25日 22時 SHOWROOM配信
- Tokyo Borderless TV 「=舞台告知=黒木文貴さん 独占コメント」2022年6月12日
- Tokyo Borderless TV 「カガミ想馬&黒木文貴 特別対談」2022年6月20日
- 短編ドラマ×ダンス「アラサー女子と神、居候」全4話完結（#3転話、#4結話に出演 2022年7月2日 - YouTube配信） - 良企 役
- ふみりーるーむ 2023年1月9日 16時 SHOWROOM配信
- 舞台『爆剣〜東京転生死合・再戦〜』公演直前カウントダウン配信 2023年1月23日 19:30 -  .yell LIVE配信
- 縣豪紀×黒木文貴×千葉瑞己 カレンダートーク生配信イベント 2023年2月18日 21:00 -  teket配信
- 舞台『爆剣〜東京転生死合・再戦〜』公演直前カウントダウン配信 2023年2月20日 19:30 -  .yell LIVE配信

- 舞台「初演『爆剣』〜幕府御前試合〜」（再放送） - 主演 小野善鬼 役 2023年2月24日 21:30 -  ニコニコ生放送
- 舞台「爆剣〜東京転生死合・再戦〜」- 主演 小野善鬼 役 2023年3月3日 18:00 -  ニコニコ生放送
- 舞台「爆剣〜東京転生死合〜」お疲れさま緊急生配信 2023年3月7日 20:00 -  YouTube配信 ※電話出演
- Live!!!!アイ★チュウ ザ・ステージ〜Éclat des fleurs〜 アンコール配信の同時視聴企画3回目 ※参加キャスト 2023年3月11日 18:00
- Space Movie Channel 01 【弟を喰う。】第1話 ただそれだけの物語 2023年5月27日、10時更新 YouTube配信
- Space Movie Channel 01 【弟を喰う。】 第2話 兄 悠弌 2023年5月29日、10時更新 YouTube配信
- Space Movie Channel 01 【弟を喰う。】 第3話 弟 燦良 2023年5月31日、10時更新 YouTube配信
- Space Movie Channel 01 【弟を喰う。】第4話 二人の夕食A 2023年6月2日、10時更新 YouTube配信
- Space Movie Channel 01 【弟を喰う。】第5話 二人の夕食B 2023年6月4日、10時更新 YouTube配信
- Space Movie Channel 01 【弟を喰う。】第6話 予兆 2023年6月6日、10時更新 YouTube配信
- Space Movie Channel 01 【弟を喰う。】第7話 分岐 2023年6月8日、10時更新 YouTube配信
- Space Movie Channel 01 【弟を喰う。】第8話 揺らぎ 2023年6月10日、10時更新 YouTube配信
- Space Movie Channel 01 【弟を喰う。】第9話 実感 2023年6月12日、10時更新 YouTube配信
- Space Movie Channel 01 【弟を喰う。】第10話 決意 2023年6月14日、10時更新 YouTube配信
- Space Movie Channel 01 【弟を喰う。】第11話 燃ゆる炎 2023年6月16日、10時更新 YouTube配信
- Space Movie Channel 01 【弟を喰う。】第12話 願い 2023年6月18日、10時更新 YouTube配信
- Space Movie Channel 01 【弟を喰う。】第13話 弟を喰う。2023年6月20日、10時更新 YouTube配信
- Space Movie Channel 01 【弟を喰う。】第14話 いただきました 2023年6月22日、10時更新 YouTube配信
- Space Movie Channel 01 【弟を喰う。】第15話 弟が喰う。2023年6月24日、10時更新 YouTube配信
- 初演舞台再放送 「爆剣〜幕府御前試合〜」2023年9月8日 21:00 -  再放送 ニコニコ生放送 - 主演 小野善鬼 役
- ｢爆剣〜東京転生死合・再戦〜｣ 2023年9月9日 21:00 -  再放送 ニコニコ生放送 - 主演 小野善鬼 役
- ふみりーるーむ 2023年10月27日 21:15〜 SHOWROOM配信
- ｢爆剣ー帝国幻想兵団ー｣ 公演終了お疲れ様生放送 2024年12月27日 19:30 -  YouTube配信
- ジャクステ そろそろBlu-ray完成記念！ 2025年2月16日 18:15〜 YouTube配信
- 現代怪奇百物語 伍之章 『鎮魂歌 〜たましずめのうた〜』2025年3月9日 - Amazonプライム、U-NEXT、FOD、Hulu - 白坂滉一 役
- T-gene Stage『 Altersong稽古場インスタライブ！ 』 2025年6月12日 21:00 -  Instagram配信

### CM
- ソフトバンク「街に出る」編（2014年3月）
- 千葉銀行「チカラを合わせて」編 銀行員役 サブキャスト（2014年7月）
- ロッテ Aquo「クサうまい店」編 ビジネスマン役 サブメイン（2015年4月）
- ゼビオ スニーカー通勤 / FUN+ WALK モデル（2018年）

### モデル
- CSMEN 社 「流儀圧搾」「METHOD」（2016年10月 - 2019年）

### ラジオ
- 全国コミュニティーFM「アトリFM」毎月第2日曜日担当（2016年 - 2018年）
- レインボータウンfm「サタマニ♪」ゲスト出演（2021年1月23日）
- レインボータウンfm「Samedi Lips【#男塾2】」代打パーソナリティー（2023年1月21日13:00 - 14:00生放送）
- 神戸FM MOOV ラミプロレディオ（2023年6月14日）ゲスト出演
- 神戸FM MOOV ラミプロレディオ（2023年6月21日）ゲスト出演
- 神戸FM MOOV ラミプロレディオ（2023年6月28日）ゲスト出演
- ふくろうFM『Golden Time』ゲスト出演（10月24日24:00 - 24:30） コミュニティFM 85.8MHz（2023年8月14日、19:00収録開始 /アフタートーク20:00開始、平賀スクエア）

### CV・アプリ
- カルテットファンタジア - ネロ、ジレン、フェルツ 役（2021年4月10日）
- 眠らぬ街のシンデレラSNLT - 國府田千早 役 アプリKISSMILLe（2021年10月3日 - ）
- ISOLATED〜孤島に隔絶された8人〜 - 柿沼仁 役 アプリKISSMILLe（2022年8月21日 - ）
- STIGMA2050 - 御岳宮翠 役 アプリKISSMILLe（2025年2月9日 - ）

### 出版
- 全国美男子行脚14-1 写真集【黒木文貴 | SHIRO】（ブロッサムレポート 2021年10月3日発売 Kindle）
- 全国美男子行脚14-1 写真集【黒木文貴 | KURO】（ブロッサムレポート 2021年11月28日発売 Kindle）

### 掲載
- 中日スポーツ 夜鳥 翔べ〜歌舞伎町ホスト手塚マキ物語〜（2022年9月6日） - 手塚マキ 役[57]
- ORICON NEWS 夜鳥 翔べ〜歌舞伎町ホスト手塚マキ物語〜（2022年9月6日） - 手塚マキ 役[58]
- 日刊スポーツ 夜鳥 翔べ〜歌舞伎町ホスト手塚マキ物語〜（2022年9月6日） - 手塚マキ 役[59]
- 東スポweb 夜鳥 翔べ〜歌舞伎町ホスト手塚マキ物語〜（2022年9月6日） - 手塚マキ 役[60]
- 東スポWeb（2022年11月17日、夜鳥 翔べ〜歌舞伎町ホスト手塚マキ物語〜）
- サンスポ（2022年11月18日、夜鳥 翔べ〜歌舞伎町ホスト手塚マキ物語〜）
- スポーツ報知（2022年11月18日、夜鳥 翔べ〜歌舞伎町ホスト手塚マキ物語〜）

### 広告
- 早稲田アカデミー - 講師 役
- 水ing - 社員 役

### スチール
- サントリー『ラドラー』 渋谷ヒカリエ限定

### PR
- JAXA「宇宙飛行士候補者募集」

### その他
- Gow!Magazine イケメン座談会 MCおおしまりえ（2016年）
- ファンコミュニティ限定配信
  - 「日常」朗読劇（2020年4月19日）
  - 「カミピロ」ささげたかし、よみあげちゃんとコラボ朗読劇（2020年8月29日）

- 事務所公式ブロマイド発売（2021年3月26日）

- 2022年カレンダー発売（2021年12月12日）

- オリジナルチェキアルバム発売（2022年6月5日/通販開始、8月28日）

- 2023年カレンダー発売（2022年12月18日）

- 舞台「年金未納者ミャーキ」本番直前スペース配信（2023年4月14日 19:00頃〜） Twitter

- ENGからのお年玉『ラストスマイル（2019）宙チーム 無料公開』（2024年1月1日 - 1月7日、YouTube） - 主演 西船橋鉄道、モンロン 2役
- 2024.04-2025.03 カレンダー発売（2024年3月23日）
- 映画「#鎮魂歌 〜たましずめのうた〜」24年6月19日 - 23日に開催、第25回ハンブルク日本映画祭で招待上映作品に選出。

日時：2024年6月21日22:05〜（現地時間）、場所：STUDIO-KINO
- 黒木文貴作詞「きのう、きょう、あした」リリース開始（2024年8月12日）
- 2025.06-2026.05 カレンダー発売（2025年5月11日）